# Стейси Кийч
Уолтър Стейси Кийч младши (на английски: Walter Stacy Keach, Jr.; роден на 2 юни 1941 г.) е американски актьор. Известен е с ролята си на детектива Майк Хамър от сериалите и телевизионните филми, базирани на криминалните романи на писателя Мики Спилейн.

## Личен живот
През 1984 г. лондонската полиция арестува Кийч на летището в Хийтроу за притежание на кокаин. Кийч се признава за виновен и излежава шест месеца в затвора Рийдинг.
Кийч се жени четири пъти:
- 1964 – Катрин Бейкър
- 1975 – Мерилин Ейкън
- 1981 – Джил Донахю
- ок. 1986 – Малгосия Томаси; имат две деца.

## Избрана филмография
| година | филм                                    | оригинално заглавие                  | роля                          | режисьор                     |
| ------ | --------------------------------------- | ------------------------------------ | ----------------------------- | ---------------------------- |
| 1972   | Животът и времената на съдията Рой Бийн | The Life and Times of Judge Roy Bean | Лошия Боб                     | Джон Хюстън                  |
| 1993   | Батман: Маската на Фантома              | Batman: Mask of the Phantasm         | Карл Бомонт/гласът на Фантома | Ерик Радомски Брус Тим       |
| 2010   | Мачете                                  | Machete                              | Док Франклин                  | Робърт Родригес Итън Маникис |
| 2012   | Наследството на Борн                    | The Bourne Legacy                    |                               | Тони Гилрой                  |
| 2013   | Небраска                                | Nebraska                             | Ед Пиграм                     | Александър Пейн              |
| 2013   | Самолети                                | Planes                               | Скипър Райли                  | Клей Хол                     |
| 2014   | Самолети: Спасителен отряд              | Planes: Fire & Rescue                | Скипър Райли                  | Бобс Ганауей                 |
| 2014   | Ако остана                              | If I Stay                            | Джордж Хол                    | Ар Джей Кътлър               |